# Max Euwe
Machgielis Euwe, vagy ismertebb nemzetközi nevén Max Euwe (ejtsd: őve [ˈøːwə], Watergraafsmeer, 1901. május 20. – Amszterdam, 1981. november 26.) holland matematikus és sakkozó volt, nagymester, a sakk ötödik világbajnoka (1935–1937), 12-szeres holland bajnok, hétszeres sakkolimpikon (1927 és 1962 között), 1970–1978 között a Nemzetközi Sakkszövetség (FIDE) elnöke. Sakkszakíróként is nagyra becsülik. 1966-ban a tilburgi egyetem (Universiteit van Tilburg) a számítógéptudományok professzorává nevezte ki.
2004-ben beválasztották a World Chess Hall of Fame (Sakkhírességek Csarnoka) tagjai közé.

## Élete és sakkpályafutása

### Gyerekkora
Amszterdam közelében született. Apja Kornelius Euwe és anyja Elisabeth tanítók voltak egy keresztény iskolában.Három fiú és két lánytestvére volt. Anyja tanította meg sakkozni négyéves korában, és nemsokára már legyőzte szüleit.
Ugyanabba az iskolába járt, amelyben apja tanított. Különös tehetsége volt a matematikához. 12 évesen lett az amszterdami sakk klub tagja. 14 évesen kezdett játszani a Holland Sakkszövetség által szervezett versenyeken. 1917-ben bekerült az országos bajnokság "B" csoportjába, és ekkor nyerte az első pénzdíját. Ebben az időben sok neves sakkozó élt Hollandiában, és a sakk klubban többel személyes ismeretségben is volt, például Tarraschsal, Tartakowerral, Réti Richárddal és Maróczy Gézával, akivel ekkor kötött szoros barátságot.

### Korai pályája
1918-ban felvételt nyert az Amszterdami Egyetem matematika szakára, ahol 1923-ban diplomát szerzett, majd három évvel később doktorált. Tanított – először Rotterdamban, majd egy amszterdami lánylíceumban – és így csak kisebb sakkversenyekre volt ideje, többnyire az iskolai vakációk idején. Intuicionista nézőpontú matematikai elemzést írt a sakkjátékról, amelyben a Thue-Morse sorozatot felhasználva kimutatta, hogy a sakk akkor érvényes szabályai nem zárják ki a végtelen játszmák kialakulását.

### Sakk karrierjének kezdete
Nem foglalkozott hivatásszerűen a sakkal, 1921-ben mégis megnyerte a holland bajnokságot, majd ezután 1955-ig kettő kivételével mindet. Összesen 12 bajnoki címmel rendelkezik, ami Hollandiában rekord. Ebben az időszakban rajta kívül a bajnokságot csak Salo Landau tudta megnyerni 1936-ban, amikor Euwe, már világbajnokként, nem szállt ringbe, illetve 1954-ben Jan Hain Donner.
1928-ban Euwe megnyerte a második (egyben utolsó) amatőr sakkvilágbajnokságot Hágában.
Ebben az időszakban már családja is volt, házasságából három lánya született, és a család és a munka mellett kevés időt fordíthatott a versenyzésre. Az 1920-as évek elejétől mégis egyre jobb eredményeket ért el azokon a tornákon, amelyeken részt tudott venni. „Euwe fő nemzetközi sikereit "majdnem" győzelmekkel érte el”, ezeket a minimális vereségeket azonban a világ akkori legjobbjai ellen szenvedte el, mint Alekszandr Aljechin vagy José Raúl Capablancával. Salo Flohr ellen pedig 1932-ben döntetlent vívott ki. Ebben az időben már Flohr mellett Aljechin legnagyobb vetélytársát látták benne.

### Pályája kiteljesedése
Az 1930-as években számos kiemelkedő eredményt ért el nagy tornákon. Hastingsben az 1931/32-es tornán győzött, Bernben 1932-ben és Zürichben 1934-ben második lett. Zürichben csak a világbajnok, Aljechin utasította maga mögé. Ebben az időszakban emlékezetes játszmákat váltott José Raúl Capablancával, Salo Flohrral és Rudolf Spielmannnal.

### Világbajnok
1935-ben Alekszandr Aljechin világbajnok kihívójának választotta. A két sakkozó 80 napon keresztül küzdött egymással 13 holland városban. Aljechin az elején két győzelemmel elhúzott, a 14. játszma után azonban Euwe kiegyenlített. A 19. játszmát követően Aljechin ismét kétpontos előnyre tett szert, amit Euwe a 20. és 21. játszmában szerzett győzelmével ismét kiegyenlített. Euwe nyerte a 25. és 26. játszmát, melyek közül a 26. a mérkőzés legszebb játszmája volt. Aljechin a 27. játszma megnyerésével feljött 14–13-ra, még megpróbált egyenlíteni, azonban az utolsó három játszma döntetlen eredménnyel zárult. Euwe 13 döntetlen mellett kilenc partit megnyert, miközben csak nyolcat vesztett el, és így 1935. december 15-én 15,5:14,5 pontos eredménnyel elhódította a világbajnoki címet. Ezzel ő lett a sakkozás ötödik hivatalos világbajnoka. Győzelme óriási ösztönzést adott a sakkozásnak Hollandiában.
Ez volt az első világbajnokság, amelyen a játékosokat szekundánsok segítették a játszmák közötti elemzésben. Euwe győzelme nagy meglepetés volt, és vannak olyan vélemények, hogy hozzájárult Aljechin alkoholizmusának elhatalmasodása. Salo Flohr szerint azonban Aljechin legnagyobb problémája a páros mérkőzésen nem az alkohol, hanem inkább az elbizakodottság volt. Több későbbi világbajnok (Vaszilij Szmiszlov, Borisz Szpasszkij, Anatolij Karpov, Garri Kaszparov) játszmaelemzéseik alapján viszont arra a véleményre jutottak, hogy Euwe megérdemelten nyert és a játék színvonala méltó volt a világbajnoksághoz. Ugyanígy vélekedett Vlagyimir Kramnyik is.
Regnálása idején Euwe több versenyen bizonyította, hogy méltó a világbajnoki címre, mert az élen végzett Amszterdamban, Leidenben és Bad Nauheimben. Ebben az időszakban minden olyan versenyen Aljechin előtt végzett, amelyen mindketten elindultak.

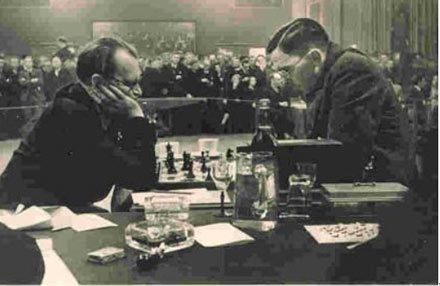
Aljechin–Euwe párosmérkőzés (1937)

Euwe már az 1935-ös mérkőzésük befejezésekor ígéretet tett Aljechinnak egy visszavágó mérkőzésre. Erre 1937-ben Hollandia nyolc városában került sor. Euwe nyerte az első játszmát, de Aljechin azonnal egyenlített. Az 5. játszmában ismét Euwe szerzett vezetést, azonban ekkor Aljechin hármas nyerősorozattal elhúzott, sőt a 10. játszma megnyerése után már 3 pont előnnyel vezetett. A 20. játszmáig ebből 1 pontot sikerült lefaragnia Euwének. Ekkor az állás 11–9 (+6 -4 =10) volt Aljechin javára, aki a 21. és a 22., majd a 24. és a 25. játszmát megnyerve meggyőző fölénnyel 15,5–9,5 arányban győzött, ezzel visszaszerezte a világbajnoki címet, melyet ezt követően 1946-ban bekövetkezett haláláig viselt.

### Későbbi eredményei
1938-ban a világ addigi legerősebb versenyén, a Hollandiában rendezett AVRO-versenyen holtversenyben Reshevskyvel és Aljechinnel a 4–6. helyen végzett. Ezen a versenyen a világ akkori nyolc legerősebb sakkozója mérte össze erejét, hogy eldöntse, ki legyen a világbajnok következő kihívója. 1940-ben párosmérkőzést játszott Paul Keresszel, amelyen 6,5–7,5 arányban alulmaradt.
A második világháború után Euwe legjobb eredménye egy második hely volt Groningenben 1946-ban Botvinnik mögött, olyan nagy neveket utasítva maga mögé, mint Vaszilij Szmiszlov, Szabó László, Miguel Najdorf, Boleszlavszkij, Salo Flohr.
Aljechin 1946-ban bekövetkezett halála után morálisan jogot formálhatott volna arra, hogy rá szálljon a világbajnoki cím, ő azonban beleegyezett, hogy részt vegyen a világbajnok személyét eldöntő öt résztvevős, ötfordulós körmérkőzésen. Az 1948-as világbajnoki tornán rosszul szerepelt, és az utolsó helyen végzett. Ezután időnként még játszott, de korábbi sikereit nem tudta megközelíteni. Utolsó nagy versenye az 1953-ban Zürichben rendezett világbajnokjeltölti verseny volt, amelyen az utolsó előtti helyen végzett.

### Szereplései a sakkolimpiákon
1927 és 1962 között hét sakkolimpián szerepelt Hollandia válogatottjában, mindannyiszor az első táblán. 1937-ben tábláján a 3., 1958-ban a 2. legjobb eredményt érte el, így egyéniben egy olimpiai ezüst és egy bronzéremmel rendelkezik. Összesített eredménye 87 játszmából 54,5 pont, amely 62,6%-os teljesítménynek felel meg. Csapatban ebben az időszakban a holland csapat legjobb eredménye az 1927-es 4., az 1950-es 5. és az 1937-es 6. helyezés volt.

## FIDE-elnök
1970-ben, 69 éves korában lett a Nemzetközi Sakkszövetség (FIDE) elnöke. Ezt a tisztséget 1978-ig látta el. FIDE-elnökként saját költségére több mint száz országot látogatott végig, és elérte, hogy 30 újabb ország csatlakozzon a szervezethez. Elnöksége alatt zajlott 1972-ben a sakkvilágbajnoki párosmérkőzés az amerikai Bobby Fischer és a szovjet Borisz Szpasszkij között, amelyen megtört a szovjet sakkozók több mint 20 éven át tartó hegemóniája. Az ő döntése alapján rendezték az 1976-os sakkolimpiát Izraelben, amelyet a Szovjetunió és a szocialista országok politikai okok miatt bojkottáltak.
1981-ben szívroham következtében halt meg.

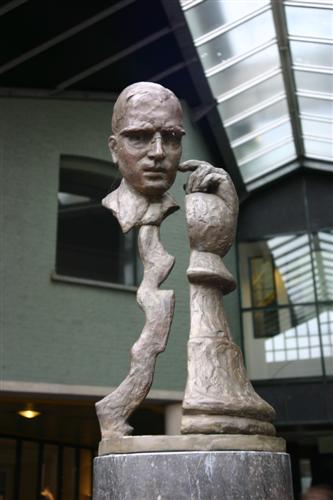
Euwe José Fijnaut-alkotta szobra Amszterdamban

## Emlékezete
Amszterdam központjában, a Leidseplein tér és a Vondelpark között található a Max Euwe tér (Max Euwe Plein). A téren található a Max Euwe Centrum, amelyben sakkmúzeum és -könyvtár található. A bejárat előtt látható a 2004-ben felavatott Euwe-szobor, José Fijnaut of Geverik alkotása. A téren nagyméretű sakktábla található a szabad ég alatt.
Először még életében, 1976-ban, 75. születésnapja alkalmából rendeztek versenyt a tiszteletére,, majd 1987–1996 között rendszeresen Amszterdam (1990-ben Rotterdam) volt a házigazdája a Max Euwe-emlékversenynek. Az általában négyrésztvevős kétfordulós (1991-ben és 1996-ban 10 résztvevős 1 fordulós) versenyen mindig a legrangosabb nagymesterek vettek részt, köztük Anatolij Karpov, Garri Kaszparov, Visuvanádan Ánand, Vlagyimir Kramnyik, Nigel Short, Veszelin Topalov, Jan Timman.
Érdekesség vele kapcsolatban, hogy unokája, Esmee Lammers egy népszerű gyerekkönyvet írt Éljen a királynő! (angol címe: Long Live the Queen, eredeti holland címe: Lang leve de koningin) címmel, amely egy fiatal lányról szól, aki sakkozni tanul, közben keresi az apját. A könyvből 1995-ben film is készült.

## Megjelent művei
Több, mint 70 műve jelent meg. Legfontosabbak ezek közül:
Holland nyelven
- Mengentheoretische Betrachtungen über das Schachspiel, 1929
- De fundamenten van het schaakspel, en hun beteekenis voor de praktijk N.V. Boekhandel v/h W.P. Van Stockum & Zoon, Den Haag 1931.
- Strategie en taktiek in het schaakspel, 1935
- Oom Jan leert zijn neefje schaken, samen met Albert Loon, 1936. Digitális verzió.
- De beginselen van alle schaakspel, 1939. 2e herziene druk van De fundamenten van het schaakspel
- Theorie der schaakopeningen No. 4: Half gesloten spelen I: Nimzo-Indisch, G.B. van Goor Zonen's Uitgeversmaatschappij N.V., 's-Gravenhage/Batavia 1939
- Theorie der schaakopeningen No. 2: Gesloten spelen II, Klassiek damegambiet: Cambridge-Springs, Manhattan, Tarrasch, G.B. van Goor Zonen's Uitgeversmaatschappij N.V., 's-Gravenhage 1946
- De bouwstenen van de schaakkunst, 1947. 3e herziene druk van De fundamenten van het schaakspel
- Het eindspel, deel 1, De koning alleen, Van Goor Zonen's Uitgeversmaatschappij, Den Haag 1949
- Oordeel en plan, 1952
- Handboek voor de gevorderde schaker 1, 1956. 4e herziene druk van De fundamenten van het schaakspel
- Handboek voor de gevorderde schaker 2, 1956. 4e herziene druk van Strategie en taktiek in het schaakspel
- Schaken op reis, 1962
- Meester tegen amateur, 1963
- Schaken in de strandstoel, 1965
- Zo leert u goed schaken, serie 1, samen met W.J. Muhring, Hollandia, Baarn 1974
- Zo leert u goed schaken, serie 2, samen met W.J. Muhring
- Zo leert u goed combineren, serie 1, samen met W.J. Muhring
- Zo leert u goed combineren, serie 2, samen met W.J. Muhring. Eerder verschenen als Schaken in de strandstoel en Schaken op reis
- Fischer en zijn voorgangers, Hollandia, 1975
- Praktische schaaklessen, deel 1 t/m 6, 1980-1986
- Analysen van A.V.R.O.'s wereldschaaktoernooi, AVRO, Amsterdam 1938. (Heruitgave 1979: ISBN 90-6083-287-6)

Német nyelven
- Max Euwe: Schach von A-Z – Vollständige Anleitung zum Schachspiel. Joachim Beyer Verlag, Eltmann 8. Auflage 2012
- Max Euwe: Theorie der Schacheröffnungen. 12 Bände. Siegfried Engelhardt Verlag, Berlin-Frohnau, 1957 und folgende
- Max Euwe, Walter Meiden: Meister gegen Amateur. Joachim Beyer Verlag, Eltmann 8. Auflage 2012
- Max Euwe, Walter Meiden: Amateur wird Meister. Joachim Beyer Verlag, Eltmann 8. Auflage 2012
- Max Euwe, Walter Meiden: Meister gegen Meister. Joachim Beyer Verlag, Eltmann 4. Auflage 2011
- Max Euwe: Positions- und Kombinationsspiel. Joachim Beyer Verlag, Eltmann 6. Auflage 2010
- Max Euwe: Urteil und Plan im Schach. 3. Aufl. de Gruyter, Berlin, 1968
- Max Euwe: Endspieltheorie und -praxis. Joachim Beyer Verlag, Eltmann 2. Auflage 2014

Orosz nyelven
- Эйве М. Курс шахматных лекций = Practische schaaklessen. – 1-е. – М. – Л.: Физкультура и туризм, 1930. – 162 с.
- Ден Гертог Г., Эйве М. Самоучитель шахматной игры. – 1-е. – М. – Л.: Физкультура и туризм, 1930. – 95 с.
- Эйве М. Уроки шахматной игры. – 2-е. – М. – Л.: Физкультура и туризм, 1935. – 301 с.
- Матч Алехин – Эйве на первенство мира. М. – Л., 1936.
- Эйве М. Стратегия и тактика. – 1-е. – М. – Л.: Физкультура и туризм, 1937. – 128 с.
- Эйве М., Принс Л. Баловень Каиссы = Het Schaakphenomeen Capablanca. – М.: Физкультура и спорт, 1990. – 304 с. – ISBN 5-278-00271-9.

Angol nyelven
- The Road to Chess Mastery,
- Judgement and Planning in Chess,
- The Logical Approach to Chess,
- Strategy and Tactics in Chess Play.

## Róla szóló irodalom
- Kurt Richter (Hrsg.): Dr. Max Euwe. Eine Auswahl seiner besten Partien. 2. kiadás: De Gruyter, Berlin 1986. ISBN 3-11-010800-3
- Alexander Münninghoff: Max Euwe. The Biography. New in Chess, Alkmaar 2001. ISBN 90-5691-079-5

## Versenyeredményei
Sakkpályafutása során 102 első helyezést ért el. Jelentősebb versenyei:
| Év        | Város             | Verseny                           | +   | −   | =  | Eredmény  | Helyezés |
| --------- | ----------------- | --------------------------------- | --- | --- | -- | --------- | -------- |
| 1919      | Amszterdam        | Klubverseny                       | 4   | 3   | 3  | 5½/10     | 6        |
|           | Haarlem           | Klubverseny                       | 4   | 1   | 0  | 4/5       | 1        |
|           | Hastings          | Nemzetközi verseny (1B osztály)   |     |     |    | 7/11      | 4        |
|           | Amszterdam        | Klubverseny                       | 2   | 4   | 0  | 2/6       | 6        |
|           | Hága              | Hollandia bajnoksága              | 3   | 1   | 3  | 4½/7      | 2-3      |
| 1920      | Bromley           | Nemzetközi verseny (2. csoport)   |     |     |    | 4/5       | 1-2      |
|           | Amszterdam        | Nemzetközi verseny                | 3   | 2   | 1  | 3½/6      | 4        |
|           | Amszterdam        | Klubverseny                       | 1   | 1   | 5  | 3½/7      | 5-6      |
|           | Göteborg          | Nemzetközi verseny (группа Б)     | 7   | 2   | 6  | 10/15     | 2-3      |
|           | Amszterdam        | Négyes verseny                    | 3   | 0   | 0  | 3/3       | 1        |
|           | Amszterdam        | Klubverseny                       |     |     |    | 5½/7      | 1        |
|           | Scheveningen      | Négyes verseny                    | 2   | 1   | 0  | 2/3       | 2        |
|           | Amszterdam        | Egyetemi verseny                  | 1   | 1   | 1  | 1½/3      | 2-3      |
| 1921      | Brodster          | Nemzetközi verseny Elődöntő Döntő | 4 3 | 0 1 | 1  | 4½/5 3½/5 | 1-2      |
|           | Bécs              | Nemzetközi verseny                | 6   | 2   | 3  | 7½/11     | 2        |
|           | Nijmegen          | Hollandia bajnoksága              | 5   | 1   | 1  | 5½/7      | 1        |
|           | Budapest          | Nemzetközi verseny                | 4   | 4   | 3  | 5½/11     | 6        |
|           | Hága              | Nemzetközi verseny                | 1   | 6   | 2  | 2/9       | 9        |
| 1922      | Pöstyén           | Nemzetközi verseny                | 4   | 5   | 9  | 8½/18     | 9-11     |
|           | London            | Nemzetközi verseny                | 4   | 8   | 3  | 5½/15     | 11       |
|           | Amszterdam        | Klubverseny                       | 5   | 1   | 3  | 6½/9      | 1-2      |
| 1923      | Amszterdam        | Négyes verseny                    | 2   | 0   | 1  | 2½/3      | 1        |
|           | Moravska Ostrava  | Nemzetközi verseny                | 4   | 3   | 6  | 7/13      | 5-6      |
|           | Scheveningen      | Nemzetközi verseny                | 3   | 4   | 3  | 4½/10     |          |
| 1923/1924 | Hastings          | Nemzetközi verseny                | 7   | 1   | 1  | 7½/9      | 1        |
| 1924      | Weston-super-Mare | Nemzetközi verseny                | 6   | 0   | 3  | 7½/9      | 1        |
|           | Párizs            | Amatőr világbajnokság (Döntő)     | 2   | 2   | 4  | 4/8       | 4-6      |
|           | Amszterdam        | Hollandia bajnoksága              | 6   | 1   | 2  | 7/9       | 1        |
| 1925      | Wiesbaden         | Négyes verseny                    | 3   | 0   | 3  | 4½/6      | 1        |
|           | Amszterdam        | Négyes verseny                    | 2   | 1   | 0  | 2/3       | 2        |
| 1926      | Amszterdam        | Négyes verseny                    | 1   | 1   | 1  | 1½/3      | 3        |
|           | Weston-super-Mare | Nemzetközi verseny                | 7   | 0   | 2  | 8/9       | 1        |
|           | Utrecht           | Hollandia bajnoksága              | 9   | 0   | 2  | 10/11     | 1        |
| 1927      | Utrecht           | Négyes verseny                    | 2   | 0   | 1  | 2½/3      | 1        |
| 1928      | Hága              | FIDE amatőr világbajnokság        | 10  | 1   | 4  | 12/15     | 1        |
|           | Kissingen         | Nemzetközi verseny                | 4   | 2   | 5  | 6½/11     | 3-4      |
| 1929      | Amszterdam        | Hollandia bajnoksága              | 8   | 0   | 1  | 8½/9      | 1        |
|           | Karlsbad          | 4. Nemzetközi verseny             | 6   | 3   | 12 | 12/21     | 5-7      |
| 1930      | Amszterdam        | Klubverseny                       | 2   | 1   | 2  | 3/5       | 2        |
| 1930/1931 | Hastings          | Nemzetközi verseny                | 6   | 1   | 2  | 7/9       | 1        |
| 1931      | Amszterdam        | Négyes verseny                    | 2   | 0   | 1  | 2½/3      | 1        |
| 1931/1932 | Hastings          | Nemzetközi verseny                | 3   | 2   | 4  | 5/9       | 3        |
| 1932      | Bern              | Nemzetközi verseny                | 8   | 0   | 7  | 11½/15    | 2-3      |
|           | Hága              | Hatrésztvevős verseny             | 4   | 0   | 1  | 4½/5      | 5        |
| 1933      | Amszterdam        | Hatrésztvevős verseny             | 4   | 0   | 1  | 4½/5      | 1        |
|           | Hága/Leiden       | Hollandia bajnoksága              | 7   | 0   | 2  | 8/9       | 1        |
| 1934      | Zürich            | Nemzetközi verseny                | 10  | 1   | 4  | 12/15     | 2-3      |
|           | Leningrád         | Mesterverseny                     | 2   | 2   | 7  | 5½/11     | 6        |
| 1934/1935 | Hastings          | Nemzetközi verseny                | 4   | 0   | 5  | 6½/9      | 1-3      |
| 1936      | Zandvoort         | Nemzetközi verseny                | 5   | 1   | 5  | 7½/11     | 2        |
|           | Nottingham        | Nemzetközi verseny                | 7   | 2   | 5  | 9½/14     | 3-5      |
|           | Amszterdam        | Nemzetközi verseny                | 3   | 0   | 4  | 5/7       | 1-2      |
| 1937      | Leiden            | Négyes verseny                    | 2   | 1   | 0  | 2/3       | 1-2      |
|           | Bad Nauheim       | Négyes verseny                    | 3   | 1   | 2  | 4/6       | 1        |
| 1938      | Nordwijk          | Nemzetközi verseny                | 3   | 2   | 4  | 5/9       | 4        |
|           | Amszterdam        | Hollandia bajnoksága              | 7   | 0   | 4  | 9/11      | 1        |
|           | Hollandia         | AVRO-verseny, Nemzetközi verseny  | 4   | 4   | 6  | 7/14      | 4-6      |
| 1938/1939 | Hastings          | Nemzetközi verseny                | 5   | 1   | 3  | 6½/9      | 2        |
| 1939      | Soest             | Négyes verseny                    | 2   | 0   | 1  | 2½/3      | 1        |
|           | Hollandia         | Hatrésztvevős verseny             | 2   | 0   | 3  | 3½/5      | 1-2      |
|           | Hollandia         | Hatrésztvevős verseny             | 2   | 0   | 3  | 3½/5      | 1-2      |
|           | Bournemouth       | Nemzetközi verseny                | 7   | 0   | 4  | 9/11      | 1        |
| 1940      | Beverwijk         | Négyes verseny                    | 3   | 0   | 0  | 3/3       | 1        |
|           | Delft             | Négyes verseny                    | 1   | 0   | 2  | 2/3       | 2        |
|           | Budapest          | Nemzetközi verseny                | 4   | 0   | 1  | 4½/5      | 1        |
|           | Baarn             | Négyes verseny                    | 1   | 1   | 1  | 1½/3      | 2-3      |
|           | Amszterdam        | Klubverseny                       | 6   | 0   | 1  | 6½/7      | 1        |
|           | Rotterdam         | Klubverseny                       | 6   | 1   | 2  | 7/9       | 1        |
|           | Amszterdam        | Hatrésztvevős verseny             | 3   | 0   | 2  | 4/5       | 1-2      |
| 1941      | Beverwijk         | Négyes verseny                    | 1   | 1   | 1  | 1½/3      | 3        |
|           | Baarn             | Klubverseny                       | 5   | 0   | 2  | 6/7       | 1        |
|           | Amszterdam        | Négyes verseny                    | 3   | 0   | 0  | 3/3       | 1        |
| 1942      | Beverwijk         | Hatrésztvevős verseny             | 4   | 0   | 1  | 4½/5      | 1        |
|           | Rotterdam         | Klubverseny                       |     |     |    | 7½/9      | 1        |
| 1945/1946 | Hastings          | Nemzetközi verseny                | 5   | 2   | 4  | 7/11      | 3-5      |
| 1946      | London            | Nemzetközi verseny                | 9   | 1   | 1  | 9½/11     | 1        |
|           | Maastricht        | Nemzetközi verseny                | 7   | 1   | 1  | 7½/9      | 1        |
|           | Zaandam           | Nemzetközi verseny                | 9   | 1   | 1  | 9½/11     | 1        |
|           | Groningen         | Nemzetközi verseny                | 11  | 2   | 6  | 14/19     | 2        |
|           | Amszterdam        | Négyes verseny                    | 2   | 0   | 1  | 2½/3      | 1        |
|           | Leiden            | Klubverseny                       | 6   | 0   | 1  | 6½/7      | 1        |
| 1947      | Mar del Plata     | Nemzetközi verseny                |     |     |    | 10½/17    | 5-6      |
|           | Buenos Aires      | Hatrésztvevős verseny (2 körös)   |     |     |    | 4½/10     | 4        |
|           | Hilversum         | Klubverseny                       | 3   | 3   | 1  | 3½/7      | 4        |
| 1948      | Hága/Moszkva      | Sakkvilágbajnoki verseny          | 1   | 13  | 6  | 4/20      | 5        |
|           | Plymouth          | Mesterverseny                     | 4   | 1   | 2  | 5/7       | 1-2      |
|           | Velence           | Nemzetközi verseny                | 5   | 2   | 6  | 8/13      | 4        |
|           | Reykjavík         | Mesterverseny                     | 2   | 0   | 3  | 3½/5      | 1        |
| 1948/1949 | New York          | Nemzetközi verseny                | 2   | 1   | 6  | 5/9       | 3-4      |
| 1949      | Leiden            | Négyes verseny                    | 1   | 0   | 2  | 2/3       | 1-2      |
|           | Koppenhága        | Mesterverseny                     |     |     |    | 5½/7      | 1        |
|           | Baarn             | Klubverseny                       | 6   | 0   | 1  | 6½/7      | 1        |
| 1949/1950 | Hastings          | Nemzetközi verseny                | 3   | 1   | 5  | 5½/9      | 3        |
| 1950      | Beverwijk         | Nemzetközi verseny                | 4   | 1   | 4  | 6/9       | 2-3      |
|           | Berlin            | Mesterverseny                     | 4   | 0   | 1  | 4½/5      | 1        |
|           | Amszterdam        | Hollandia bajnoksága              | 8   | 0   | 3  | 9½/11     | 1        |
|           | Amszterdam        | Nemzetközi verseny                | 5   | 1   | 13 | 11½/19    | 6-7      |
| 1950/1951 | Luzern            | Nemzetközi verseny                |     |     |    | 5½/7      | 1-2      |
| 1951      | New York          | Nemzetközi verseny                | 6   | 2   | 3  | 7½/11     | 2        |
|           | Gijón             | Nemzetközi verseny                | 7   | 1   | 2  | 8/10      | 1        |
|           | Paignton          | Nemzetközi verseny                | 6   | 1   | 0  | 6/7       | 2        |
|           | Hága              | Mesterverseny                     | 2   | 0   | 2  | 3/4       | 1-2      |
|           | Göteborg          | Mesterverseny                     |     |     |    | 5½/7      | 1        |
| 1952      | Beverwijk         | Nemzetközi verseny                | 6   | 0   | 3  | 7½/9      | 1        |
|           | Basel             | Nemzetközi verseny                | 3   | 0   | 4  | 5/7       | 2        |
|           | Enschede          | Hollandia bajnoksága              | 6   | 1   | 3  | 7½/10     | 1        |
|           | Zürich            | Nemzetközi verseny                | 9   | 3   | 1  | 9½/13     | 2-3      |
| 1953      | Beverwijk         | Nemzetközi verseny                | 4   | 1   | 6  | 7/11      | 3-6      |
|           | Svájc             | Csapatverseny (1. tábla)          | 4   | 1   | 0  | 4/5       | 1        |
|           | Neuhausen/Zürich  | Világbajnokjelöltek versenye      | 5   | 10  | 13 | 11½/28    | 14       |
| 1954      | Amszterdam        | Hollandia bajnoksága              | 4   | 1   | 6  | 7/11      | 2-3      |
|           | Zürich            | Nemzetközi verseny                | 5   | 1   | 5  | 7½/11     | 3        |
| 1955      | Wenendahl         | Mesterverseny                     | 2   | 0   | 3  | 3½/5      | 1-2      |
|           | Johannesburg      | Mesterverseny                     | 4   | 1   | 2  | 5/7       | 3        |
|           | Svájc             | Csapatverseny (1. tábla)          | 3   | 0   | 2  | 4/5       | 1        |
| 1956      | NSZK              | Csapatverseny (1. tábla)          |     |     |    | 4/5       |          |
| 1957      | Svájc             | Csapatverseny (1. tábla)          | 4   | 0   | 1  | 4½/5      |          |
| 1958      | Beverwijk         | Nemzetközi verseny                | 3   | 1   | 5  | 5½/8      | 1-2      |
|           | Svájc             | Csapatverseny (1. tábla)          |     |     |    | 1½/4      |          |
| 1969      | Bladel            | Szenior verseny                   | 1   | 0   | 2  | 2/3       | 1        |

## Párosmérkőzései
| Év        | Város               | Ellenfél                                           | + | −  | =  | Eredmény |
| --------- | ------------------- | -------------------------------------------------- | - | -- | -- | -------- |
| 1920      | Amszterdam          | Mayer                                              | 5 | 0  | 1  | 5½/6     |
|           | Amszterdam          | Max Marschan                                       |   |    |    | 5/10     |
|           | Amszterdam          | Réti Richárd                                       | 1 | 3  | 0  | 1/4      |
|           | Amszterdam          | van Hartingswelt                                   |   |    |    | 6½/11    |
| 1921      | Bad Aussee          | Maróczy Géza                                       | 2 | 2  | 8  | 6/12     |
| 1922      | Berlin              | Erhardt Post, Németország–Hollandia, 1. tábla      | 2 | 0  | 0  | 2/2      |
| 1924      | Zutphen             | Edgar Kolle                                        | 5 | 3  | 0  | 5/8      |
|           | Amszterdam          | Jacques Davidson                                   | 5 | 1  | 3  | 6½/9     |
| 1926      | Amszterdam          | J. Davidson                                        | 3 | 0  | 2  | 4/5      |
| 1926/1927 | Hollandia           | Alekszandr Aljechin                                | 2 | 3  | 5  | 4½/10    |
| 1927      | Amszterdam          | J. Davidson                                        | 2 | 0  | 0  | 2/2      |
| 1928      | Hollandia           | E. Kolle                                           | 5 | 0  | 1  | 5½/6     |
|           | Hollandia           | Jefim Bogoljubov                                   | 2 | 3  | 5  | 4½/10    |
| 1928/1929 | Hollandia           | Bogoljubov                                         | 1 | 2  | 7  | 4½/10    |
| 1931      | Amszterdam          | Salo Landau                                        | 3 | 1  | 2  | 4/6      |
|           | Amszterdam          | Daniel Noteboom                                    | 3 | 0  | 3  | 4½/6     |
|           | Amszterdam          | Capablanca                                         | 0 | 2  | 8  | 4/10     |
| 1932      | Amszterdam          | Rudolf Spielmann                                   | 2 | 0  | 2  | 3/4      |
|           | Karlsbad            | Salo Flohr                                         | 3 | 3  | 10 | 8/16     |
| 1934      | Amszterdam          | C. Landau                                          | 4 | 1  | 1  | 4½/6     |
| 1935      | Hollandia 13 városa | Aljechin (1935-ös sakkvilágbajnokság)              | 9 | 8  | 13 | 15½/30   |
| 1937      | Hollandia 8 városa  | Aljechin (1937-es sakkvilágbajnokság)              | 4 | 10 | 11 | 9½/25    |
| 1939      | Brüsszel            | Alberic O’Kelly, Belgium–Hollandia, 1. tábla       | 1 | 0  | 1  | 1½/2     |
|           | Hága                | O’Donnell, Hollandia–Anglia, 1. tábla              | 0 | 1  | 1  | ½/2      |
|           | Rotterdam           | Vlagyimir Petrov, Hollandia–Lettország, 1. tábla   | 1 | 0  | 1  | 1½/2     |
|           |                     | C. Landau, Holland bajnokság                       | 5 | 0  | 5  | 7½/10    |
| 1939/1940 | Hollandia           | Paul Keres                                         | 5 | 6  | 3  | 6½/14    |
| 1940      | Amszterdam          | H. Kramer                                          | 3 | 1  | 4  | 5/8      |
| 1941      | Amszterdam          | H. Kramer                                          | 6 | 0  | 2  | 7/8      |
|           | Karlsbad            | Bogoljubov                                         | 5 | 2  | 3  | 6½/10    |
| 1942      |                     | A. van den Hook, Hollandia bajnoksága              | 6 | 0  | 4  | 8/10     |
| 1947      | Zürich              | Henry Grob                                         | 5 | 0  | 1  | 5½/6     |
| 1948      | London              | R. Brodbant, Anglia–Hollandia, 1. tábla            | 1 | 0  | 1  | 1½/2     |
|           | Amszterdam          | van Scheltinga                                     | 3 | 0  | 5  | 5½/8     |
| 1949      | Bled                | Vasja Pirc                                         | 2 | 2  | 6  | 5/10     |
|           | Zágráb              | Petar trifunovics, Jugoszlávia–Hollandia, 1. tábla | 0 | 0  | 2  | 1/2      |
|           | Budapest            | Szabó László, Magyarország–Hollandia, 1. tábla     | 0 | 1  | 1  | ½/2      |
|           | Prága               | Jan Foltys, Csehszlovákia–Hollandia, 1. tábla      | 1 | 0  | 1  | 1½/2     |
|           | Utrecht             | K. Alexander, Hollandia–Anglia, 1. tábla           | 1 | 0  | 1  | 1½/2     |
| 1950      | Hága                | Jan Donner                                         | 1 | 0  | 3  | 2½/4     |
|           | Utrecht             | Svetozar Gligoric, Hollandia–Jugoszlávia, 1. tábla | 0 | 0  | 2  | 1/2      |
| 1951      | Düsseldorf          | Wolfgang Unzicker, NSZK–Hollandia, 1. tábla        | 2 | 0  | 0  | 2/2      |
| 1954      | Utrecht             | Wolfgang Unzicker, NSZK–Hollandia, 1. tábla        |   |    |    | 1/2      |
| 1955      | Rotterdam           | Miroslav Filip, Hollandia–Csehszlovákia, 1. tábla  | 0 | 1  | 1  | ½/2      |
| 1955/1956 |                     | Jan Donner, Hollandia bajnoksága                   | 4 | 0  | 6  | 7/10     |
| 1957      | Dortmund            | Wolfgang Unzicker, NSZK–Hollandia, 1. tábla        |   |    |    | 1/2      |
| 1958      | Vlissingen          | Jonathan Penrose, Hollandia–Anglia, 1. tábla       | 1 | 0  | 1  | 1½/2     |
| 1959      | Chaltanham          | Jonathan Penrose, Hollandia–Anglia, 1. tábla       |   |    |    | 1/2      |
| 1973      | Amszterdam          | Hans Ree, „Veteránok-Fiatalok” meccs, 1. tábla     | 1 | 0  | 1  | 1½/2     |

## Nevezetes sakkjátszmái
- Max Euwe vs Efim Bogolyubov, Budapest 1921, French Defence, MacCutcheon Variation (C12), 1–0
- Max Euwe vs Geza Maroczy, Bad Aussee match 1921, game 4, King's Gambit Declined (C30), 1–0
- Siegbert Tarrasch vs Max Euwe, Amsterdam 1923, King's Indian Defence (E90), 0–1
- Sir George Thomas vs Max Euwe, Karlsbad 1923, English Opening, Symmetrical Variation (A31), 0–1
- Frank Marshall vs Max Euwe, Bad Kissingen 1928, Torre Attack, King's Fianchetto Defence (A48), 0–1
- Max Euwe vs Alexander Alekhine, Zurich 1934, Queen's Gambit (D31), 1–0
- Mikhail Botvinnik vs Max Euwe, Hastings 1934–35, Caro–Kann Defence, Panov–Botvinnik Attack (B13), 0–1
- Max Euwe vs Alexander Alekhine, World Championship Match 1935, game 5, Dutch Defense (A91), 1–0
- Max Euwe vs Alexander Alekhine, Zandvoort-Wch 1935 (26th game of the match), Dutch (A90), 1–0
- Alexander Alekhine vs Max Euwe, Amsterdam 1936, Four Knights' Game (C49), 0–1
- Paul Keres vs Max Euwe, Zandvoort 1936, French Defense: Advance Variation. Nimzowitsch System (C02), 0–1
- Max Euwe vs Alexander Alekhine, World Championship Match 1937, game 17, Slav Defence, Czech Variation (D19),(1–0)
- Max Euwe vs Alexander Alekhine, World Championship Match 1937, game 29, Queen's Gambit (D40), 1–0 Aljechin ezt a játszmát nevezte a legjobbnak az összes közül
- Efim Geller vs Max Euwe, Zurich (candidates tournament) 1953 Nimzo–Indian Defense, Saemisch Variation, 0–1
- Max Euwe vs Robert James Fischer, New York m 1957, Queen's Gambit Declined, Exchange Variation (D35), 1–0 Az exvilágbajnok megmutatja a leendő világbajnoknak, hogyan kell támadni.
- Játszmái a chess-db.com-on

## Magyarul megjelent művei
- Dr. Tarrasch Siegbert, 1862–1934; többekkel; Magyar Sakkvilág, Kecskemét, 1934
- Sztratégia és taktika. Vezérvégjátékok. Két tanulmány; Magyar Sakkvilág, Kecskemét, 1935 (Magyar Sakkvilág könyvtára)